# Dub celokrajný

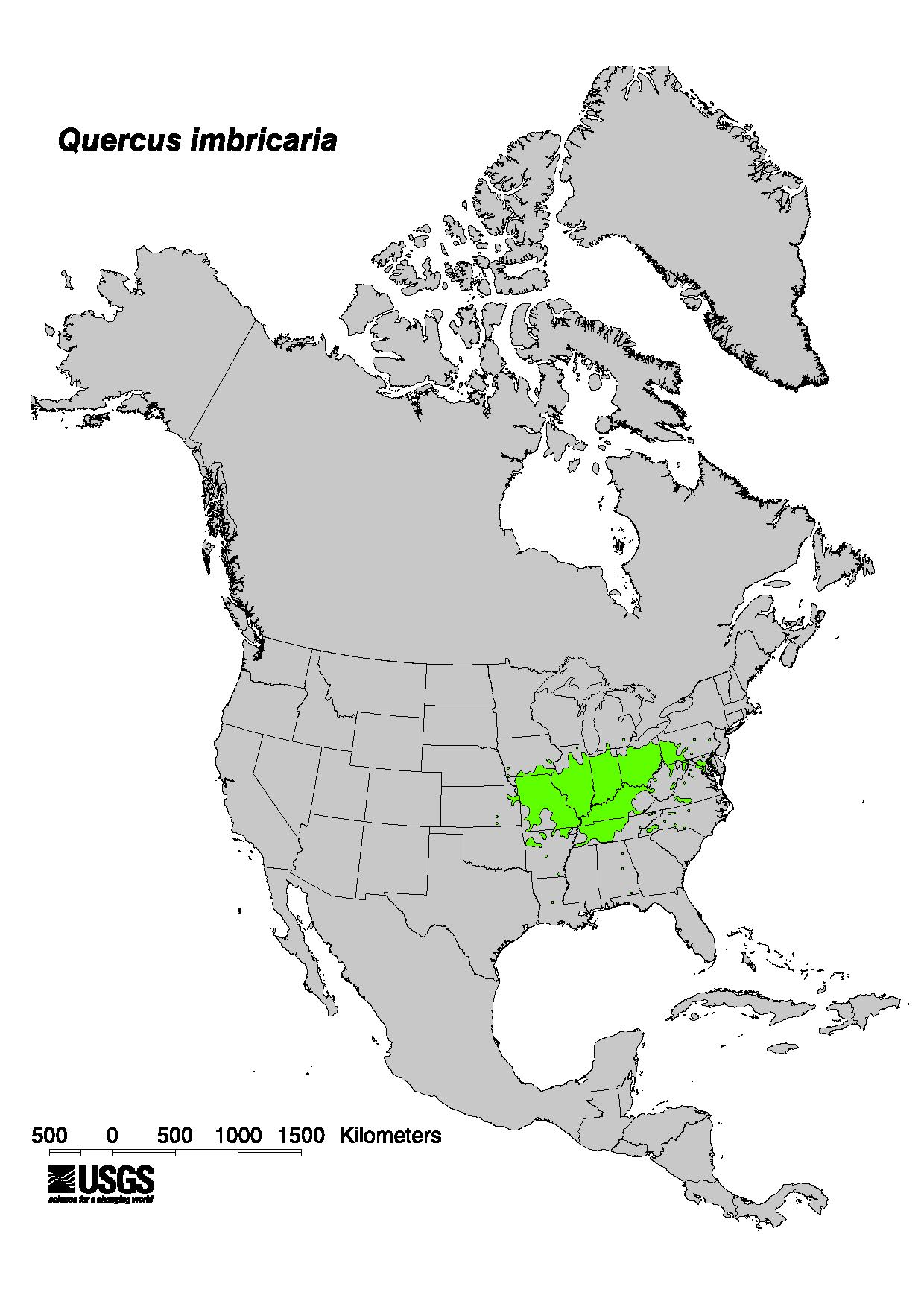
Mapa rozšíření dubu celokrajného

Dub celokrajný (Quercus imbricaria) je opadavý strom s celokrajnými listy bez laloků, dorůstající výšky okolo 20 metrů. Pochází z jihovýchodních a středních USA a v Česku je občas pěstován jako parkový strom.

## Popis
Dub celokrajný je opadavý strom dorůstající výšky okolo 20 metrů. Koruna je mohutná, rozložitá. Borka je šedohnědá, s mělkými puklinami. Letorosty jsou zelenavě hnědé až hnědé, lysé nebo řídce pýřité. Zimní pupeny jsou hnědé až červenohnědé, 3 až 6 mm dlouhé, vejcovité, v řezu zřetelně pětihranné. Listy jsou vejčité, podlouhle kopinaté nebo eliptické až obvejčité, obvykle nejširší přibližně v polovině, 8 až 20 cm dlouhé a 1,5 až 7,5 cm široké, na bázi nejčastěji tupé až klínovité, na vrcholu špičaté až tupé, s celokrajným nebo jen mělce vykrajovaným okrajem. Listy jsou na líci tmavě zelené, lysé a lesklé, na rubu pýřité. Řapíky jsou 10 až 20 mm dlouhé. Na podzim se listy zbarvují do tmavě žlutých až hnědých odstínů. Žaludy dozrávají druhým rokem, jsou jednotlivé nebo po dvou, vejcovité až téměř kulovité, 9 až 18 mm dlouhé, do 1/3 až 1/2 kryté miskovitou až pohárkovitou číškou s pýřitými šupinami.

## Rozšíření
Dub celokrajný je rozšířen ve středních a jihovýchodních oblastech USA. Roste v nadmořských výškách 100 až 700 metrů. Preferuje vlhké hlubší půdy bez vápníku, je však schopen růst i na zásaditých a sušších půdách. Je to spíše pomalu rostoucí dřevina. V oblastech společného výskytu se dub celokrajný kříží s jinými duby, např. s dubem červeným (Quercus rubra), dubem cesmínolistým (Q. ilicifolia), dubem bahenním (Q. palustris), dubem vrbolistým (Q. phellos), dubem srpovitým (Q. falcata) aj.

## Význam
Dřevo dubu celokrajného bylo v minulosti využíváno na výrobu došků. Čerokíové využívali tento dub při ošetřování různých neduhů, jako je úplavice, afty, horečka, nachlazení a podobně. Je to jeden z mála v Česku pěstovaných dubů s celokrajnými listy. Je mrazuvzdorný, je však pěstován poměrně zřídka. Je vysazen v Průhonickém parku na břehu Podzámeckého rybníka, v Pražské botanické zahradě v Tróji, a v Arboretu Kostelec nad Černými lesy. Do Evropy byl zaveden v roce 1786.